# Slučajni partneri
Slučajni partneri je naziv za 5. studijski album srpske turbofolk pjevačice Seke Aleksić izdan u prosincu 2009. godine.

## Lista pjesama
1. Slučajni partneri (4:12)
2. Što je bilo moje, njeno je (3:36)
3. Nije za mene (4:02)
4. Ja tuđe usne ljubim (3:49)
5. Idi pre jutra (3:08)
6. Ako me voliš pusti me (3:44)
7. Idi s njom (3:47)
8. Neka nova ljubav (3:25)
9. Dva srca na zidu (3:28)
10. Milo za drago (3:29)
11. Rođena s vukovima (4:38)
12. I u vatru, i u vodu (3:08)
13. Devet dana (3:54)
14. Ja nisam nešto slatko (3:56)
15. Na kraju sveta (3:20)